# Yevhén Sverstiuk
Yevhén Oleksandrovich Sverstiuk (en ucraniano: Євген Олександрович Сверстюк; Siltsé, 13 de diciembre de 1927 - Kiev, 1 de diciembre de 2014) fue un crítico literario, ensayista, poeta, pensador, filósofo ucraniano, participante del movimiento sixtiers y preso político del régimen soviético. Sverstiuk estudió la obra de Nikolái Gógol, Tarás Shevchenko e Iván Frankó. Fue fundador y, desde 1989, editor permanente del periódico ortodoxo Nasha Vira, presidente del PEN Club ucraniano. Doctor en Filosofía. Autor de uno de los textos más importantes de la autoedición ucraniana Sobre el proceso de Pogruzhalskyi, jefe de la Asociación Ucraniana de Inteligencia Creativa Independiente.

## Biografía
Yevhén Sverstiuk nació el 13 de diciembre de 1927 en el pueblo de Siltsé, voivoda de Volinia de la Segunda República de Polonia (actualmente raión de Horójiv, óblast de Volinia, Ucrania). Sus padres eran campesinos.  Sverstiuk estudió en la Universidad Estatal de Leópolis, en el departamento de Psicología Lógica de la Facultad de Filología (1947-1952). Posteriormente, fue estudiante de posgrado en el Instituto de Investigación de Psicología del Ministerio de Educación de Ucrania (1953-1956).
En 1952, Sverstiuk trabajó como profesor de ucraniano en Pocháiv, en el pueblo de Bohdanivka (1953). Fue profesor de literatura ucraniana en la Universidad Pedagógica de Poltava (1956-1959) e investigador principal en el Instituto de Investigación Científica de Psicología (1959-1960).
De 1961 a 1962, Sverstiuk fue jefe del departamento de prosa de la revista Vitchyzna. Después, de 1962 a 1965, fue investigador principal en el departamento de educación psicológica del Instituto de Investigación Científica de Psicología (1962-1965). De 1962 a 1972, Sverstiuk fue secretario de la Revista Botánica Ucraniana (1965-1972). En 1965, Sverstiuk obtuvo un nombramiento para defender su tesis para obtener el título de Candidato a Ciencias Pedagógicas en la Universidad de Odesa. Sin embargo, la defensa no tuvo lugar. En 1959, 1960, 1961 y 1965, Sverstiuk fue despedido de su trabajo por motivos políticos, por manifestarse en contra de la discriminación de la cultura ucraniana, y en 1972 por un discurso en el funeral de Dmitro Zerov. Sverstiuk fue perseguido durante años por participar en Samvydav y protestar contra las detenciones y los juicios ilegales.
En enero de 1972, Sverstiuk fue detenido y, en marzo de 1973, fue condenado en virtud del artículo 62, parte I, del Código Penal de la RSS ucraniana por la producción y distribución de documentos "autopublicados" a siete años en los campos.  Cumplió su condena en el óblast de Perm y al final, recibió 15 días en régimen de aislamiento, donde se sentaba con presos criminales, evitaba el conflicto "programado" con ellos por la administración de la "zona". Le dieron un icono como regalo de despedida y años de exilio. 
Desde febrero de 1979, trabajó como carpintero en una expedición geológica en Buriatia. Desde octubre de 1983 hasta 1988, Sverstiuk trabajó como carpintero en la fábrica industrial de costura de Kiev No. 2.
En el verano de 1987, junto con Serhii Naboka, presidente del consejo, Oles Shevchenko, Olga Heiko-Matusevich, Vitali Shevchenko, Mikola Matusevich y otros, Sverstiuk creó el Club Cultural Ucraniano (CCU).  En el verano de 1988, junto con camaradas del Partido Comunista Ucraniano, Sverstiuk honró el 1000 aniversario del Bautismo de Rusia-Ucrania cerca del monumento de San Volodímir.
Tras la declaración de independencia de Ucrania, Sverstiuk fue un activo ideólogo de la desovietización del país. Son muy conocidas sus publicaciones dedicadas a la superación del legado soviético en la vida espiritual.
Fue uno de los participantes del grupo de iniciativa "Primero de diciembre" -asociación de intelectuales y personalidades ucranianas creada en 2011. En su composición, fue uno de los autores del Acta Nacional de la Libertad -un contrato social propuesto a la Rada Suprema de Ucrania, que se publicó el 14 de febrero de 2014 y pretendía encontrar salidas a la crisis política. 
Yevhén Sverstiuk falleció el 1 de diciembre de 2014, doce días antes de cumplir 87 años. Fue enterrado el 4 de diciembre de 2014 en el cementerio de Baikove (parcela n.º 33). La ceremonia de entierro tuvo lugar en la Iglesia de la Natividad de la Virgen de la Iglesia ortodoxa autocéfala ucraniana (IOUA), y en la Casa del Maestro de Kiev.

## Obras
Sverstiuk es autor de libros, numerosos artículos sobre estudios literarios, psicología y estudios religiosos; poemas, así como traducciones del alemán, inglés y ruso al ucraniano. Algunos de los ensayos literarios y críticos de Sverstyuk aparecieron (principalmente en la primera mitad de la década de 1960) en las revistas "Vitchyzna", "Dnipro", "Zhovten", "Duklya" (un ensayo sobre Mikola Zerov), el periódico "Literature Ukraine "; otros (de finales de los años 60) en "Samvydav" (Kotlyarevsky ríe, La última lágrima - sobre Tarás Shevchenko, Vasyl Symonenko - una idea, Huellas de cuentos sobre la juventud de Iván, etc. ), reimpresos en el extranjero (principalmente en la colección "Amplio mar de Ucrania", 1972, "Panorama de la literatura más reciente en la RSS de Ucrania", 1974). El ensayo La catedral en el andamio (1970) fue publicado como libro aparte (en "Samvydav") sobre la novela La catedral de Oles Honchar.
- Hijos pródigos de Ucrania. Compilado por Taras Marusyk. - Kiev: "Conocimiento" de Ucrania, 1993. - 256 p. Portada e ilustraciones de Opanas Zalivakha. Recopilación de ensayos, artículos literarios y críticos y discursos del autor dedicados al renacimiento de la espiritualidad y los problemas morales y éticos. - ("Kobza"; 1-2; 3-4. Serie 6. Escritores de Ucrania y la diáspora).[9]
- En la fiesta de la esperanza. - Kyiv: Nuestra fe, 1999. 784 páginas.
- Sobre las olas de la "Libertad". Ensayos breves. - Lutsk: VMA "Teren", 2004.
- No la paz, sino una espada. Ensayos. - Lutsk: VMA "Teren", 2009.
- La verdad es ajenjo. - Kyiv, Academia Kyiv-Mohyla, 2009.
- Shevchenko más allá del tiempo. Ensayos". / Compilado por Oleksiy Sinchenko. - Lutsk: VMA "Teren" - Kiev: Editorial "Academia Kyiv-Mohyla", 2011. - 277 p.
- Gogol y la noche ucraniana / Compilado por Oleksiy Sinchenko. - Kiev: Clio, 2013.[10]
- Voces luminosas de la vida. - Kiev: Clio, 2015.[11]

## Premios y homenajes
Sverstiuk recibió la Orden de la Libertad. "...por servicios destacados en la afirmación de la soberanía y la independencia de Ucrania, coraje y dedicación en la defensa de los derechos humanos y las libertades, fructífera actividad literaria y periodística y con motivo del Día de la Libertad..." según el Decreto del Presidente de Ucrania "Sobre la concesión a Yevhén Sverstiuk de la Orden de la Libertad" de fecha 25 de noviembre de 2008 nº 1075/2008.
Otros galardones incluyen el Premio Nacional Tarás Shevchenko (1995) por el libro Hijos pródigos de Ucrania, Premio Luz de Justicia (2010) y Premio Unesco Corneliu Coposu (2000).
En 2015, las calles de Kiev y Brovarí fueron rebautizadas en honor a Yevhén Sverstiuk. Desde mayo de 2016, la calle Yevgen Sverstyuk también aparece en Poltava. En 2016, la calle Yevhén Sverstiuk apareció en la ciudad de Kropivnitski. En Lutsk, una calle lleva el nombre de Yevhén Sverstiuk y se le ha dedicado una placa conmemorativa.
El 13 de diciembre de 2018 se celebró a nivel estatal en Ucrania el 90 aniversario del nacimiento de Yevhén Sverstiuk (1928-2014).